# Rezerwat przyrody Leśne Źródła
Rezerwat przyrody „Leśne Źródła” – leśny rezerwat przyrody w województwie zachodniopomorskim, w powiecie wałeckim, w gminie Tuczno, na południowym brzegu jeziora Tuczno, 1,5 km na zachód-południowy zachód od Tuczna. Został utworzony na mocy rozporządzenia Ministra Ochrony Środowiska, Zasobów Naturalnych i Leśnictwa z dnia 23 grudnia 1998.
Rezerwat położony jest na terenie Obszaru Chronionego Krajobrazu „Puszcza nad Drawą” oraz w otulinie Drawieńskiego Parku Narodowego, po jego północno-wschodniej stronie. Ponadto leży w granicach dwóch obszarów Natura 2000: specjalnego obszaru ochrony siedlisk „Uroczyska Puszczy Drawskiej” PLH320046 i obszaru specjalnej ochrony ptaków „Lasy Puszczy nad Drawą” PLB320016.
Rezerwat zajmuje powierzchnię 20,85 ha (według dokumentu powołującego było to 22,48 ha). Ochronie ścisłej podlega 10,42 ha, a ochronie czynnej 10,43 ha.
Celem ochrony jest zachowanie licznych źródeł w obrębie naturalnego ekosystemu leśnego źródlisk wapiennych, łęgów wierzbowych, topolowych, olszowych i jesionowych (olsy źródliskowe) oraz kwaśnej buczyny (Luzulo-Fagenion) z wieloma stanowiskami roślin chronionych i zagrożonych wyginięciem, takich jak: naparstnica zwyczajna (Digitalis grandiflora), listera jajowata (Listera ovata), paprotka zwyczajna (Polypodium vulgare), czerniec gronkowy (Actaea spicata), paprotnica krucha (Cystiopteris fragilis), szczaw wodny (Rumex aquaticus), gwiazdnica bagienna (Stellaria uliginosa). Rzadkie grzybów: borowik szlachetny (Boletus edulis), lakownica europejska (Ganoderma adspersum), twardziak muszlowy (Panus conchatus), czubajka kania (Macrolepiota procera), skórnik aksamitny (Stereum subtomentosum). Ostoja dla wielu chronionych gatunków zwierząt, np.: ropucha szara (Bufo bufo), żaba moczarowa (Rana arvalis), puszczyk (Strix aluco), dzięcioł duży (Dendrocopos major), pleszka (Phoenicurus phoenicurus), świstunka (Phylloscopus sibilatrix), kowalik (Sitta europaea) i chrząszczy, takich jak biegacz gładki (Carabus glabratus), biegacz granulowany (Carabus granulatus), biegacz fioletowy (Carabus violaceus).
Rezerwat leży na terenie Nadleśnictwa Tuczno. Nadzór sprawuje Regionalny Dyrektor Ochrony Środowiska w Szczecinie.